# Distrito Baralt
El Distrito Baralt era la entidad territorial del estado Zulia (Venezuela) que precedió al actual municipio Baralt. Recibió el nombre del escritor, periodista, poeta e historiador Rafael María Baralt (1810 - 1860).

## Ubicación
Limitaba al norte con el distrito Bolívar (actuales municipios Santa Rita, Cabimas, Simón Bolívar, Lagunillas y Valmore Rodríguez) en el río Machango, luego con la creación del distrito Lagunillas limitaba al norte con dicho distrito, al sur con el estado Trujillo en el caño Carrillo, al este con los estados Lara y Trujillo en las serranías del Empalado y los andes y al oeste con el lago de Maracaibo.

## Historia
El distrito Baralt fue creado como una división del Distrito Sucre (actual municipio Sucre (Zulia)
El distrito Baralt era una zona costera con pocos habitantes y aislada del resto del país, su única vía de comunicación era el lago de Maracaibo.
En 1914 comenzó la exploración petrolera en la zona, siendo descubierto petróleo en 1914 con el pozo Zumaque I (MG - 1) en la población de Mene Grande.
En 1948 se descubre el campo Barúa con el pozo MGB - 1.
En 1952 se descubre el campo Motatán con el pozo MOT - 2.
El distrito fue creado en 1948 por la necesidad de administrar la zona petrolera de manera separada de la zona agrícola y pesquera que era el actual municipio Sucre, además dicha zona estaba aislada por tierra por los accesos al lago que tenían los estados Trujillo y Mérida, por lo que el gobierno de Rómulo Gallegos, decidió que era más práctico que Baralt fuera un distrito independiente, se le dio por capital San Timoteo, que ya era la capital de la parroquia General Urdaneta (cuando era parte del distrito Sucre.
En 1976 Mene Grande fue la sede del acto de nacionalización de la industria petrolera en Venezuela, en el pozo Zumaque I cerro la Estrella, acto presidido por el entonces presidente de la república Carlos Andrés Pérez, por el que los activos de Shell pasaron a ser Maraven filial de PDVSA.

## Geografía
El distrito Baralt estaba conformado entre 1948 y 1989 por el actual municipio Baralt.
Estaba constituido por una zona de llanuras altas y cerros que bajan de la serranía del Empalado y la cordillera de los andes. 
La llanuras tienen bosques tropicales húmedos que fueron profundamente intervenidos durante la existencia del distrito para convertirlos en campos de cultivo y tierras de pastoreo.
Los terrenos son de edad reciente con algunos afloramientos del Eoceno hacia el este (formaciones Paují y Misoa), la exploración petrolera descubrió los campos Mene Grande (1914), Barúa (1948), Motatán (1952) y el actual campo Moporo (pozos VLG). 
El campo era explotado por la Gulf, que luego se convirtió en Royal Dutch Shell y luego de la nacionalización en Maraven.

## Parroquias
Originalmente el distrito estaba dividido en 2 parroquias General Urdaneta (actuales San Timoteo y Urdaneta) y Libertador (actuales Dr Manuel Guanipa Matos, Pueblo Nuevo, Libertador y Marcelino Briceño).
En 1978 las parroquias fueron ampliadas a 3: General Urdaneta, Libertador y Dr Manuel Guanipa Matos. 
En 1989 con la creación del municipio se conforman las parroquias actuales.

## Actividad económica
Originalmente la agricultura, la ganadería y la pesca eran las actividades principales.
Con el descubrimiento de petróleo en 1914, llegaron numerosos inmigrantes del extranjero y de otros lugares del país convirtiendo los pueblos en campos petroleros. San Timoteo tuvo la primera refinería del país en 1917.

## Política
El Distrito Baralt era gobernado desde su fundación por un Prefecto y un Consejo Municipal, los cuales eran elegidos por el gobierno de turno, así durante las dictaduras eran funcionarios del gobierno o militares y durante la democracia era miembros del partido gobernante de turno o partidos aliados, así hubo prefectos de AD, COPEY, URD y el MEP.
Las funciones del distrito eran más limitadas que las de las alcaldías actuales e incluían:
- Catastro
- Impuestos municipales comerciales
- Emisión de timbres fiscales
- Ornato
- Registro Civil

El distrito también ejercía funciones de educación como Distrito Escolar Baralt bajo el Ministerio de Educación, y a su vez organizaba eventos deportivos como juegos inter escuelas o inter distritos.
Funciones como vialidad, servicios, vivienda quedaban bajo la potestad exclusiva del ejecutivo nacional de turno, por medio de organismos como el Ministerio de Transporte y Comunicaciones, Gas del Distrito, CADAFE (la compañía eléctrica), el Instituto Municipal del Aseo Urbano (IMAU), el Instituto Nacional de Obras Sanitarias (INOS), el Ministerio de la Salud, el Ministerio de Educación (ME), el Instituto Nacional de la Vivienda (INAVI).
El centralismo ocasionaba el retraso de las obras, la mala planificación (sin conocer realmente la zona con proyectos hechos en Caracas) y el abandono, para lo que el distrito era impotente.

## Disolución
La reforma de la constitución de Venezuela de 1961 realizada en 1989 conocida como Reforma del estado, tenía como objetivo reordenar el espacio geográfico creando la figura de los municipios, democratizar y descentralizar la administración pública creando gobernadores, alcaldes y concejales electos por el pueblo.
Además las alcaldías tendrían personalidad propia y no serían solo divisiones administrativas, con el derecho a establecer sus propios símbolos, y con mayor autonomía para decretar ordenanzas.
También se buscaba la descentralización pasando los servicios a compañías privadas regionales, o locales con lo cual Cadafe pasó a ser ENELCO (Energía Eléctrica de la Costa Oriental), el INOS pasó a ser Hidrolago.
Los alcaldes también tendrían un presupuesto y mayores facultades que los prefectos, con responsabilidades en seguridad, servicios, vialidad, transporte y vivienda.

## Legado
El nombre del Distrito Baralt, así como organismos y elementos geográficos relacionados perdura en diferentes formas:
- Universidad Nacional Experimental Rafael María Baralt (UNERMB), aunque originalmente no tuvo sede en la zona se inspiró en el mismo nombre.

- El Municipio Baralt conservó el nombre del distrito.

- Distritos operacionales de PDVSA, Dtto Tomoporo. Creado en el 2004, disuelto en el 2008 actualmente sus campos forman parte de los Dttos Tierra y Lago.